# Николаенко, Иван Игнатьевич
Иван Игнатьевич Николаенко (1886—1937) — украинский советский деятель, революционер-большевик, чекист.

## Биография
Родился в Луганске Екатеринославской губернии в 1886 году в семье кузнеца Игната и его законной жены Анны Петровны. С 10 лет работал на Луганском паровозостроительном заводе Гартмана: учеником, молотобойцем, сортировщиком. С 1905 года в революционном движении, вступил в большевистскую партию, активный участник Первой русской революции. Был трижды арестован, в 1912 году уволен с завода и перешёл на работу в железнодорожные мастерские. В 1916 вошёл в состав воссозданного Луганского подпольного большевистского комитета, организовавшего известную июльскую стачку (к паровозостроителям присоединились также рабочие патронного завода и ж/д мастерских, всего более 5 тыс. человек). Ему удалось избежать четвёртого ареста.
После Февральской революции 1917 года продолжил активное участие в большевистском движении. 8 марта был избран депутатом первого Луганского Совета от РСДРП(б), стал членом Луганского комитета партии и председателем Луганского железнодорожного завкома. Вступил в Красную гвардию, затем в РККА. В марте-апреле 1918 года был наркомом путей сообщения в Луганском областном СНК.
Участник Царицынского похода. Здесь стал чекистом. В июле-ноябре 1918 член Коллегии Отдела по борьбе с контрреволюцией Царицынской губернской ЧК, затем председатель иногороднего отдела ЧК Северо-Кавказского военного округа. Весной 1919 года отозван в Луганск, член ревкома, участник Луганской обороны. После временного занятия города белыми (4 мая) и освобождения 15 мая 1919 года был назначен председателем Луганского ревкома, автор известного письма в правительство УССР.
После нового захвата белыми Луганска в начале июня 1919 г. назначен председателем Тамбовской ЧК. После окончательного освобождения и создания в январе 1920 года Донецкой губернии с центром в Луганске был избран членом губкома КП(б)У, активный организатор милиции на Луганщине. С 26 апреля 1920 года председатель Донецкой губчека, затем, после переноса столицы в Бахмут — председатель Луганской уездной ЧК (до 1921).
Работал председателем Волынского губисполкома в Житомире (1921—1922), Донецкого губисполкома в Луганске (1922), наркомом внутренних дел Украинской ССР (август-декабрь 1923). С 22.11.1920 г. по 12.5.1924 г. — член ЦК КП(б)У (в 1921-23 кандидат).
На Х съезде РКП(б) в 1921 году примкнул к «рабочей оппозиции» и голосовал против ленинских резолюций. Вероятно, поэтому был позднее отстранён от работы и направлен на учёбу, а после окончания Высших марксистских курсов при ЦК КП(б)У в 1924 г. отправлен на хозяйственную работу. В 1924—1926 гг. — управляющий Махорочным трестом в Киеве, с 1927 года — председатель Махорочного, Соляного, Консервного синдикатов.
Во время первой волны репрессий 23 ноября 1929 г. был исключён из ВКП(б) «за партнесдержанность и недисциплинированность», а фактически — за распространение статьи оппозиционера А.Шляпникова. В 1931 г. восстановлен в партии, приглашён в Москву В. Куйбышевым, назначен управляющим Московским отделением «Союзкокса», с 1932 г. — коммерческий директор треста «Газоочистка». По некоторым данным вошёл в конфликт с Г. Петровским, который дважды отказал Николаенко в приёме в Общество старых большевиков.
20 января 1935 года Иван Игнатьевич был арестован, 26 марта исключён из партии и 14 апреля Особым совещанием НКВД СССР осуждён к 5 годам лишения свободы по сфабрикованному делу «Московской контрреволюционной организации — группа рабочей оппозиции» (вместе с А.Шляпниковым, С. Медведевым и др.). Однако уже в ноябре 1937 года по постановлению «тройки» УНКВД был расстрелян в Челябинске.
19.03.1959 г. коллегией Верховного суда РСФСР полностью реабилитирован, 21.12.1988 г. решением КПК при ЦК КПСС восстановлен в партии (посмертно).

## Сочинения
И. И. Николаенко был автором ряда работ по истории революции на Луганщине:
- Луганск. История одной организации компартии // Сборник "Октябрьская революция. Первое пятилетие. Харьков, 1922 — с. 631—635.
- Памяти товарища (материалы к биографии) Ю. Лутовинова // Летопись революции. 1925. № 3 — с. 181—188.
- Революционное движение в Луганске. Харьков, 1926. 80 стр.
- Революционная работа в Луганских ж.-д. мастерских // Летопись революции. 1926. № 5 — с. 152—175.
- Февральская революция в Луганске // Летопись революции. 1927. № 3 — с. 26-41; № 4 — с. 32-49.
- Подготовка Октября в Луганске // Летопись революции. 1927. № 5-6 — с. 190—208.
- Гражданская война в Луганске // Летопись революции. 1928. № 1 — с. 202—213.

## Семья
Активное участие в революционном движении приняли также шестеро его братьев
Петр Игнатьевич Николаенко (1882—1941)
Рабочий завода Гартмана. Во время Первой русской революции примыкал к боевой организации эсеров, в 1905 году вступил в большевистскую партию. После Февральской революции 1917 года работал в Луганском продовольственном комитете под началом И. И. Алексеева. В 1918 г. — следователь ЧК Северо-Кавказского военного округа в Царицыне, в частности, вёл дело «Грузолеса». После возвращения в Луганск в 1919 году работал в одном из местных продотрядов. После гражданской войны — на хозяйственной работе в Москве.
Матвей Игнатьевич (1889—1970)
С 13 лет работал стругальщиком на заводе Гартмана. В годы Первой мировой войны был мобилизован в царскую армию, рядовой Славяносербского полка. За отвагу в боях на юго-западном фронте награждён Георгиевским крестом и медалью 4 степени. После демобилизации — в Красной гвардии, большевик с 1918 года. В составе делегации во главе с И. Шмыровым и А. Каменским ездил в Москву просить деньги на зарплату рабочим и был снаряжён для охраны и сопровождения кассы. Участник Царицынского похода, служил в окружной ЧК. Весной 1919 г. участвовал в Луганской обороне как заместитель командира роты уездной ЧК, потом — в составе 14 армии. После войны вернулся в Луганск, работал на том же заводе — теперь имени Октябрьской Революции.
Федор Игнатьевич (1895—1919)
С детства отличался творческими особенностями. Отучившись несколько лет в мещанской школе Луганска, работал в живописной мастерской Новаковича, расписывая рекламные вывески. С 15 лет работал на паровозостроительном заводе Гартмана, в 1912 г. вслед за братьями включился в революционное стачечное движение. Активный участник забастовки 1916 года, после которой был арестован и забрит в солдаты. С апреля 1917 года — большевик. Создал первый в Луганске профессиональный театр при горно-коммерческом клубе. Под псевдонимом «Федор Доля» успешно выступал как актёр в постановках «Наталка-Полтавка» и «Запорожец за Дунаем». Как режиссёр поставил митинг-концерт перед выборами в городскую думу. После начала немецкой интервенции 1918 года вступил красногвардейцем в состав 1 Луганского социалистического отряда К. Ворошилова, участвовал в боях с австро-германскими оккупантами под Конотопом, Бахмачом, Харьковом. В апреле 1918 г. был комендантом Луганска. Участник Царицынского похода, работал в окружной ЧК, затем начальник секретно-оперативного отдела Астраханской ЧК, с декабря 1918 г. член Всеукраинской ЧК. В январе 1919 года был назначен командиром новосозданного Особого корпуса войск ВУЧК в составе кавполка, пограничного полка и 32 отдельных батальонов. Участвовал в подавлении кулацких мятежей и политического бандитизма. Погиб во время ликвидации Куренёвского восстания под Киевом: в бою с бандой атамана Зелёного 8 апреля 1919 г. был ранен, захвачен в плен и казнён бандитами.
Николай Игнатьевич (1897—1927)
Рабочий Луганского завода Гартмана, был в составе боевой дружины. Большевик с апреля 1917 года. В марте 1918 вступил добровольцем в 1 Луганский соцотряд, был пулемётчиком на бронепоезде. Прошёл с боями путь от Конотопа до Царицына, где служил в батальоне окружной ЧК — руководил охраной Дубовского побережья. В марте-мае 1919 года участвовал в Луганской обороне в составе роты местной ЧК. Служил в Красной армии до 1920 года, после демобилизации — начальник уголовного розыска Луганска, организатор народной милиции. Погиб от рук бандитов.
Игнат Игнатьевич (1899—1976)
Работал слесарем в паровой кузне завода Гартмана, большевик с апреля 1917 года. Вступил в Красную гвардию, в конце 1917 г. воевал с казаками Каледина на Дону, весной 1918 г. — в составе 1 Луганского соцотряда против немцев. Затем участник Царицынского похода, сотрудник ЧК, комендант плавучей тюрьмы-баржи на Волге. Позже воевал в 47 дивизии РККА, участник советско-польской войны 1920 года. После войны обучался в средней кавалерийской школе командного состава РККА в Москве, был мобилизован на подавление Антоновского восстания в составе 6 Сибирской кавдивизии. В 1924 г. демобилизован по контузии, был на хозработе в Киеве. Вслед за братом в 1935 году был безосновательно репрессирован, через 20 лет реабилитирован. Доживал в Киеве, в 1967 году был награждён орденом Красного Знамени.
Борис Игнатьевич (1901—1942)
Рабочий Луганского завода Гартмана. В 1918 году вступил в партию большевиков, был бойцом батальона Царицынской окружной ЧК. В марте-мае 1919 г. — участник Луганской обороны. После гражданской войны принимал участие в ликвидации бандитизма в Луганском уезде. Позднее учился в Москве в Промакадемии. Погиб в годы Великой Отечественной войны.